# 月色ホライズン
『月色ホライズン』（つきいろホライズン）は、[ALEXANDROS]の楽曲。2019年7月5日にユニバーサルミュージックから2作目の配信限定シングルとしてデジタルリリースされた。また、「月色ホライズン (chill out ver.)」と題した別バージョンは同年8月1日にデジタルリリースされた。

## 概要
- 2019年第2弾となるデジタルシングル。
- 前作『Pray』から約2ヶ月振りのリリース。
- 表題曲「月色ホライズン」のオリジナルver.は日本コカ・コーラ「アクエリアス」 『全力って、おいしい。』篇に、別バージョンは『全力って、おいしい。夏』CMソングにそれぞれ起用されている[1][2][3][4]。CMでは爽快感あふれるキャッチーなメロディーが好評を得ていた[2]。
- ライブツアー『Sleepless in Japan Tour』のファイナルであるさいたまスーパーアリーナ公演でフルサイズでのライブ初披露が行われた[2]。
- TOKYO FMをキー局とするラジオ番組『SCHOOL OF LOCK!』では当時［ALEXANDROS］によるコーナー（番組内では「授業」と表記）「アレキサンドLOCKS!」があった（2021年3月26日で終了）が、2019年6月25日放送回において川上の楽曲解説とともに初音源が解禁された[2]。

## チャート成績
- 配信日当日主要配信サイトで17冠を達成した。
  - iTunes ソング 総合リアルタイムランキング 1位
  - iTunes ソング ロックリアルタイムランキング 1位
  - レコチョク シングル総合ランキング 1位
  - レコチョク シングル邦楽ロックランキング 1位
  - レコチョク ハイレゾシングル総合ランキング 1位
  - mora総合 シングル（単曲）最新ランキング 1位
  - mora総合 シングル（単曲）デイリーランキング 1位
  - mora邦楽 シングル（単曲）最新ランキング 1位
  - mora邦楽 シングル（単曲）デイリーランキング 1位
  - mora総合 シングル（単曲）ハイレゾ最新ランキング 1位
  - mora総合 シングル（単曲）ハイレゾデイリーランキング 1位
  - mora邦楽 シングル（単曲）ハイレゾ最新ランキング 1位
  - mora邦楽 シングル（単曲）ハイレゾデイリーランキング 1位
  - mu-mo ダウンロードリアルタイムランキング 1位
  - amazon music 人気度ランキング MP3 アルバム 1位
  - amazon music 人気度ランキング MP3 楽曲 1位
  - LINE MUSIC シングル リアルタイム 1位
- 2019年7月15日付のオリコン週間オリコンデジタルシングルランキング(単曲)では週間6位にランクインした。
- 2019年7月15日付のBillboard JAPANダウンロード・ソング・チャート“Download Songs”では14,986ダウンロードを記録し週間6位にランクインした。

## 収録曲

### オリジナルバージョン
1. 月色ホライズン - [4:41]
作詞・作曲：川上洋平
編曲：[ALEXANDROS]、Takashi Saze、蔦谷好位置
  - 日本コカ・コーラ「アクエリアス」 『全力って、おいしい。』篇 CMソング

### 別バージョン
1. 月色ホライズン (chill out ver.) - [3:59]
作詞・作曲：川上洋平
編曲：[ALEXANDROS]、蔦谷好位置
プロデュース：蔦谷好位置、[ALEXANDROS]
  - 日本コカ・コーラ「アクエリアス」 『全力って、おいしい。夏』篇 CMソング
  - 通常バージョンとは趣向の異なる夏仕様にアレンジが施されている。